# Feaella capensis nana
Feaella capensis nana es una subespecie de arácnido del orden Pseudoscorpionida de la familia Feaellidae.

## Distribución geográfica
Se encuentra en el sur de África.